# Trish Van Devere
Trish Van Devere, född 9 mars 1943 i Englewood Cliffs i New Jersey, är en amerikansk skådespelare. Hon var gift med George C. Scott från 1972 till hans död 1999 och de arbetade ofta tillsammans både på film och scen. Van Devere nominerades till en Golden Globe för sin roll i One Is a Lonely Number (1972).

## Filmografi (urval)
- 1973 – Operation Alpha
- 1976 - Beauty and the Beast (TV-film)
- 1978 – Movie Movie
- 1980 – Hämnd ur det förflutna
- 1988 – Dödens budbärare